# Place Guillaume II

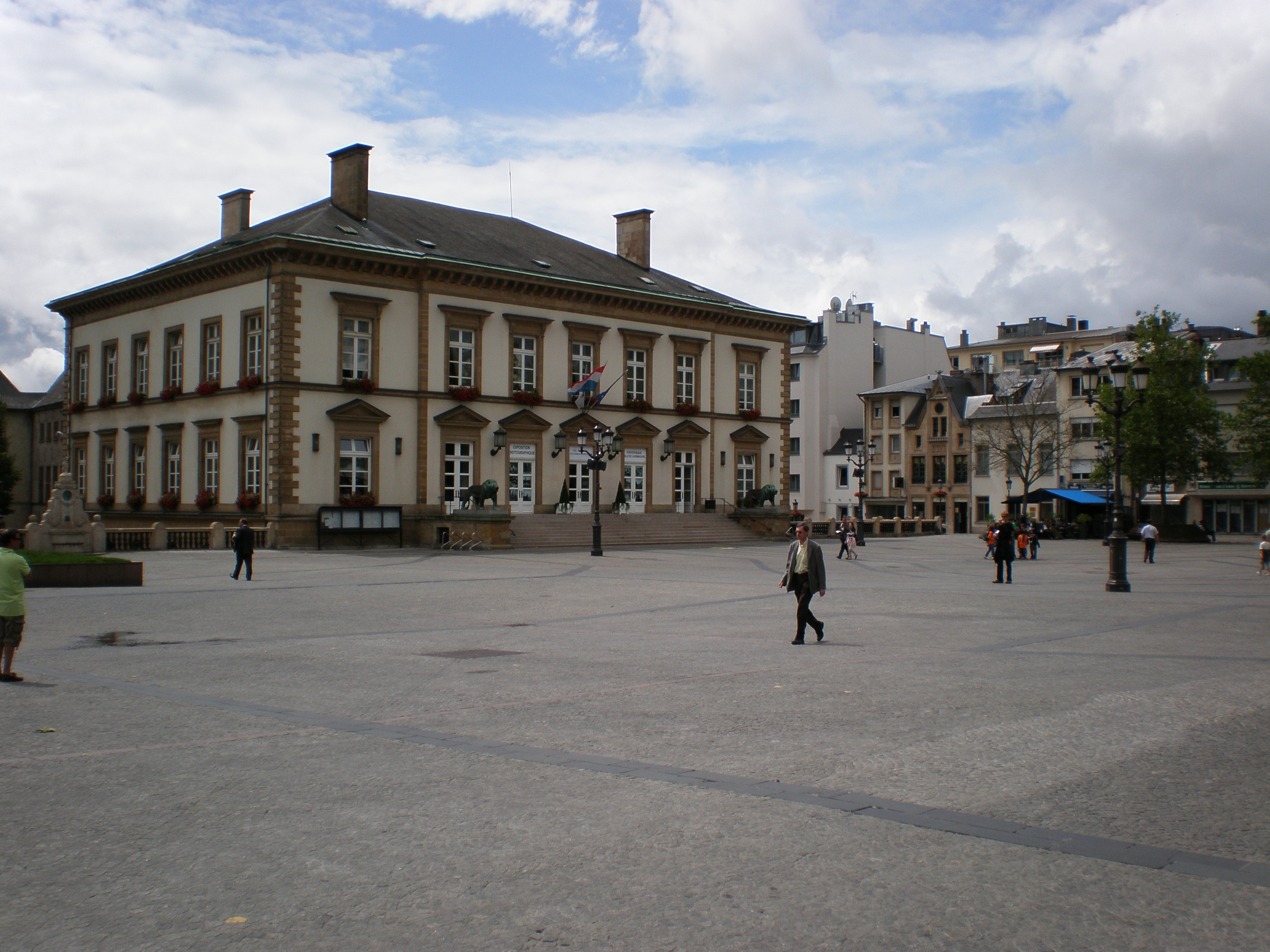
Die Place Guillaume II, im Volksmund Knuedler genannt, mit dem Rathaus (Hôtel de Ville)

Der Place Guillaume II (deutsch Wilhelmsplatz) ist ein zentraler Platz der Stadt Luxemburg. Er ist nach Wilhelm II., König der Niederlande und Großherzog von Luxemburg benannt. Nach dem Knoten des Gürtels der Mönche, auf Luxemburgisch „de Knued“, wird der Platz im Volksmund auch „Knuedler“ genannt. Seit Mitte des 13. Jahrhunderts standen auf dem Wilhelmsplatz die Kirche und das Kloster des Franziskanerordens.
1797 wurde das Kloster mit all seinen Anlagen von den Franzosen beschlagnahmt und stückweise veräußert. In den folgenden Jahrzehnten wurde der gesamte Komplex abgetragen und der Platz neu angelegt. Heute finden auf dem Wilhelmsplatz neben dem mittwochs und samstags stattfindenden Wochenmarkt noch zahlreiche andere Märkte (zum Beispiel während der Muttergottesoktav das Oktavmärtche), Freilichtkonzerte (Knuedler goes Classic oder Rock um Knuedler) und Feste statt.
Am Place Guillaume II befindet sich das Rathaus der Stadt Luxemburg und das Reiterstandbild Wilhelms II. Er ist über Passagen mit dem Place d’Armes verbunden.

## Das Rathaus der Stadt Luxemburg
Das Rathaus („Hotel de Ville“) auf dem Knuedler wurde zwischen 1830 und 1838 im neo-klassizistischen Stil erbaut.
Der größte Teil des Rathauses besteht aus Steinen des alten Franziskanerklosters, welches 1829 zerstört wurde. 1931 wurden zwei bronzene Löwen an beiden Seiten des äußeren Treppenaufgangs aufgestellt.
Im Rathaus befindet sich heute ein Teil der Stadtverwaltung und der Sitz des Schöffenrats (Stadtrat) der Stadt.

## Das Reiterstandbild Wilhelms II. (Guillaume II)

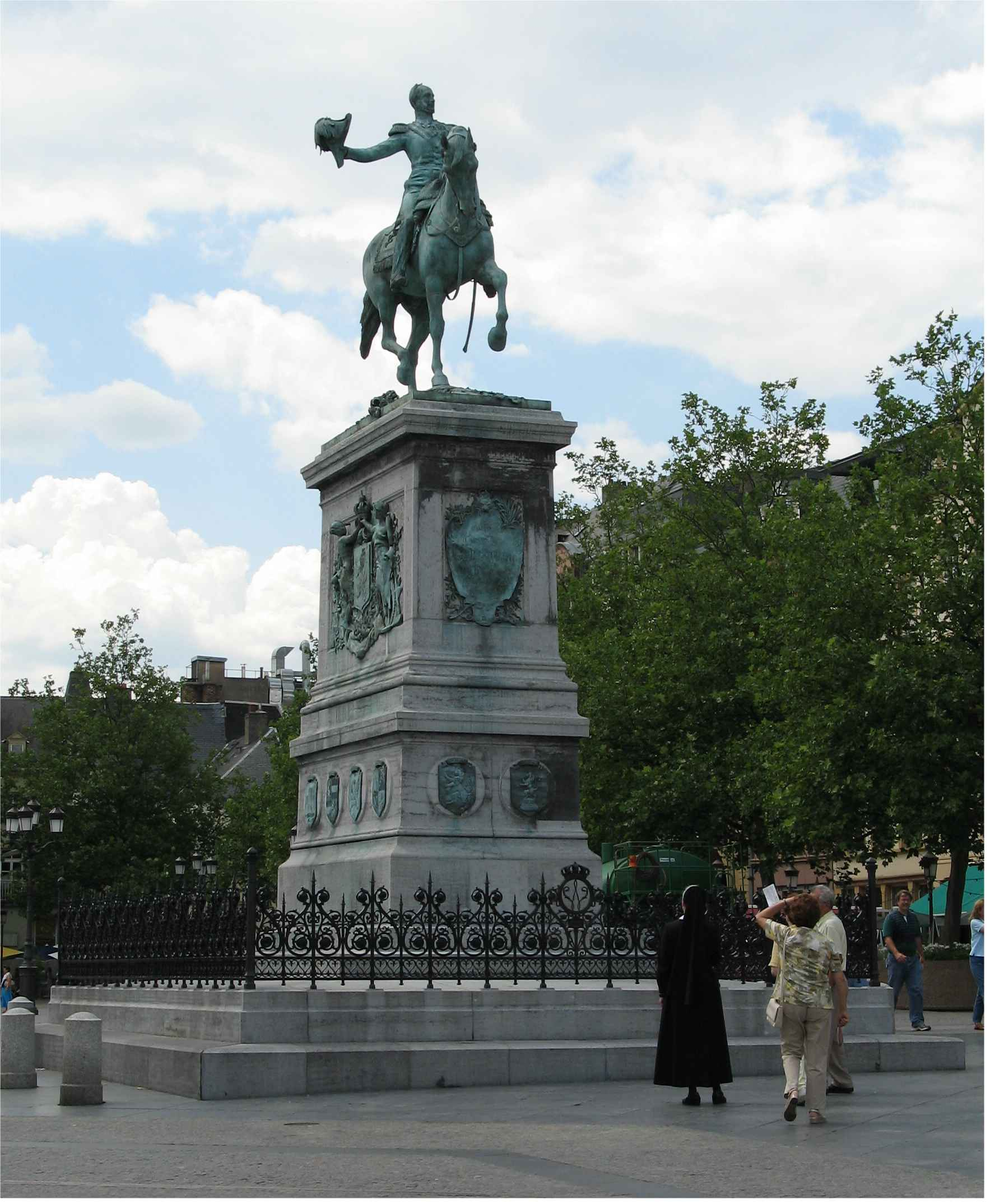
Reiterstandbild Wilhelm II

Das bronzene Reiterstandbild auf dem Place Guillaume II wurde zu Ehren des Königs und Großherzogs Wilhelms II. von Oranien-Nassau errichtet. Dieser regierte von 1840 bis 1849 und gab, ein Jahr vor seinem Tod, dem Großherzogtum seine erste parlamentarische Verfassung, damals eine der liberalsten in Europa.
Der Sockel des Denkmals zeigt die Wappen des Hauses Oranien-Nassau und Luxemburgs sowie der zwölf Kantone des Großherzogtums. Eine genaue Kopie des Denkmals wurde in Den Haag aufgestellt.